# خورخي رييس (ممثل فنزويلي)
خورخي رييس (بالإسبانية: Jorge Reyes) هو عارض وممثل فنزويلي، ولد في 28 أغسطس 1971 في كاراكاس في فنزويلا.

## وصلات خارجية
- الموقع الرسمي
- خورخي رييس على موقع IMDb (الإنجليزية)
- خورخي رييس على موقع قاعدة بيانات الفيلم (الإنجليزية)